# Extrem de tare și incredibil de aproape
Extrem de tare și incredibil de aproape - Extremely Loud and Incredibly Close (2005) este un roman de Jonathan Safran Foer. Naratorul cărții este un băiat de nouă ani pe nume Oskar Schell. În roman, Oskar descoperă o cheie într-un vas care a aparținut tatălui său mort ceea ce îl inspiră să căute peste tot în jurul orașului New York informații despre cheie.

## Premii și distincții
- New York Public Library's "Books to Remember" list
- International IMPAC Dublin Literary Award Shortlist (2007)
- The Morning News Tournament of Books (Quarterfinalist, 2006)
- New York Times Bestseller (Fiction, 2005)
- Libraires du Québec (Lauréat Roman hors Québéc, 2007)
- ALA Outstanding Books for the College Bound (Literature & Language Arts, 2009)
- ALA Notable Books for Adults (2006)
- Village Voice 25 Favorite Books (2005)
- V&A Illustration Award (2005)

## Traduceri
- Extrem de tare și incredibil de aproape[1], Editura Humanitas, 2007